# Frances Scott Fitzgerald
Frances Scott „Scottie“ Fitzgerald (* 26. Oktober 1921; † 18. Juni 1986) war eine US-amerikanische Schriftstellerin, Journalistin und Tochter der Schriftsteller F. Scott Fitzgerald und Zelda Sayre Fitzgerald. Sie war außerdem ein prominentes Mitglied der Demokratischen Partei.

## Frühes Leben
Scottie Fitzgerald wurde am 26. Oktober 1921 in St. Paul, Minnesota, geboren.
Sie verbrachte ihre Kindheit mit ihren Eltern an verschiedenen Orten, unter anderem in Paris und Antibes, Frankreich, und fünf Jahre in einem Strandhaus, das ihr Vater an der Chesapeake Bay in der Nähe von Baltimore, Maryland, gemietet hatte.
Sie besuchte die Calvert School und kurzzeitig die Bryn Mawr School, während ihre Mutter Zelda im Sheppard Pratt Hospital behandelt wurde. Über das Verhalten ihrer Eltern während ihrer Kindheit sagte Scottie: „Sie waren immer sehr vorsichtig mit mir. Ich wusste nichts von all dem Alkohol, den sie tranken. Sie haben sich sehr gut um mich gekümmert und mich nie vernachlässigt. Es war überhaupt keine schwierige Kindheit für mich. Es war eigentlich eine wunderbare Kindheit.“
Im September 1938 schrieb sie sich am Vassar College ein. In der Hoffnung, dass sie seine akademischen Misserfolge nicht wiederholen würde, schrieb ihr Vater ihr Briefe, in denen er sie drängte, fleißig zu lernen. Diese Briefe mit Ratschlägen wurden später unter dem Titel Letters to His Daughter (Briefe an seine Tochter) gesammelt.

## Karriere und politisches Engagement
Nach ihrer Immatrikulation an der Vassar University im Juni 1942 arbeitete Scottie als Journalistin für die Radio City Music Hall und als Rechercheurin für das Time Magazine. Sie schrieb zudem für die Zeitschriften The New Yorker und The Washington Post.
1970 erschien das mit ihrer Kollegin Winzola McLendon zusammen verfasste Buch Don't Quote Me: Washington Newswomen & the Power Society.
Im Jahr 1974 schrieb sie zusammen mit Matthew Bruccoli das Buch The Romantic Egoists, ein Tagebuch mit Zeitungsausschnitten und Fotos, die das Leben ihrer Eltern beschreiben.
In ihren späteren Jahren kritisierte Fitzgerald die Darstellung der Ehe ihrer Eltern durch Biographen. Im Gefolge von Nancy Mitfords Biografie über ihre Mutter stellten voreingenommene Zelda-Forscher Scott Fitzgerald oft als herrschsüchtigen Ehemann dar, der seine Frau in den Wahnsinn trieb.

### Politisches Engagement
1953 wurde sie Mitarbeiterin des Democratic Digest, der vom Nationalkomitee der Demokraten herausgegeben wurde, und wurde Autorin für den demokratischen Gouverneur Adlai E. Stevenson, als dieser 1956 gegen Präsident Dwight Eisenhower kandidierte. Im selben Jahr wurde sie politische Kolumnistin der Northern Virginia Sun.

## Persönliches Leben
Ihr Vater, F. Scott Fitzgerald, starb im Alter von 44 Jahren an einem Herzinfarkt, ihre Mutter, Zelda Scott Fitzgerald, 1948 bei einem Feuer während eines Klinikaufenthalts.
Im Februar 1943 heiratete Scottie in New York Leutnant Samuel Jackson „Jack“ Lanahan. Aus der Ehe stammen vier Kinder: Thomas Addison, Eleanor Ann, Samuel Jackson Jr. und Cecilia Scott. Der älteste Sohn Tim beging Selbstmord im Alter von 27 Jahren.
1967 ließ sie sich von ihrem Mann scheiden und heiratete Clinton Grover Smith. 1980 folgte die Scheidung.

## Letzte Jahre und Tod
Trotz ihres schlechten Gesundheitszustandes blieb Fitzgerald in der Demokratischen Partei Alabamas aktiv und arbeitete mit Walter Mondale bei dessen Wahlkampfauftritten in Montgomery zusammen.
Fitzgerald starb am 18. Juni 1986 im Alter von 64 Jahren in ihrem Haus in Montgomery an Kehlkopfkrebs. Sie liegt neben ihren Eltern in Rockville, Maryland, begraben.
1992 wurde sie posthum in die Alabama Women’s Hall of Fame aufgenommen.

## Werke
- 1964: The letters of F. Scott Fitzgerald. Herausgegeben von Andrew Turnbull. London, The Bodley Head.